# Eichsfeld-Erfurtische Kriegs- und Domänenkammer
Die Eichsfeld-Erfurtische Kriegs- und Domänenkammer war eine preußische Behörde im Heiligenstadt und Erfurt. Sie bestand unter dieser Bezeichnung von 1803 bis 1808.

## Geographische Zuständigkeit

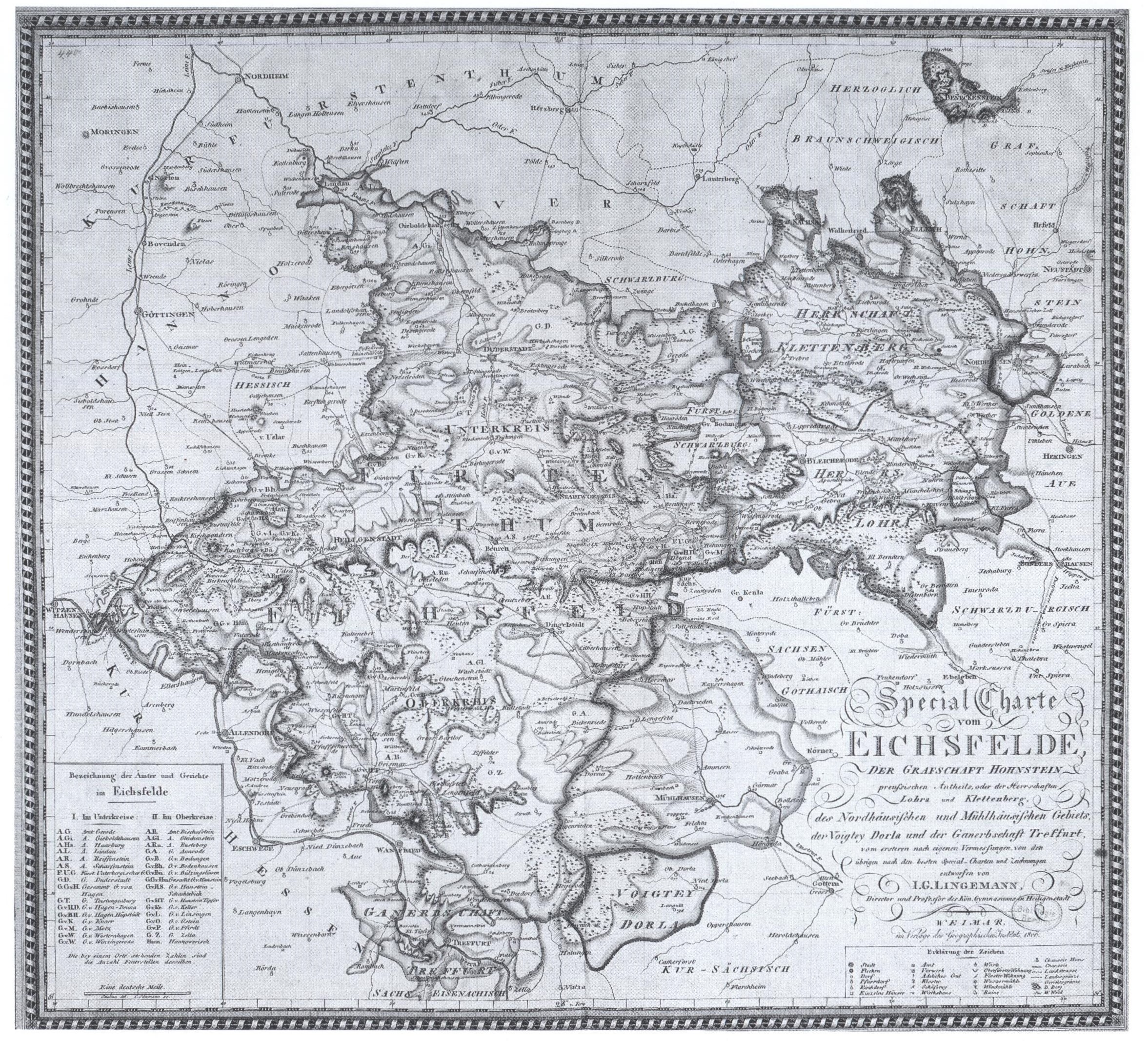
Karte des Eichsfelde, der Grafschaft Hohnstein preußischen Anteils, des Nordhäusischen und Mühlhäusischen Gebietes, der Vogtei Dorla und der Ganerbschaft Treffurt im Jahr 1806

Sie war zuständig für die ehemaligen kurmainzische Gebiete Eichsfeld und Erfurt sowie die ehemaligen Reichsstädte Mühlhausen und Nordhausen.
Der preußische Anteil der Grafschaft Hohenstein wurde der Kriegs- und Domänenkammer Halberstadt unterstellt. Die Herrschaft Blankenhain wurde wegen der besonderen Beziehungen zum Haus Sachsen-Weimar gesondert verwaltet.
Die Ganerbschaft Treffurt und die dazugehörige Vogtei Dorla wurden in diese Organisation nicht miteinbezogen, weil Preußen nur ein Drittel der Hoheitsrechte des ehemals kurmainzer Anteils besaß. Die anderen Ganerbherren waren Kursachsen und Hessen-Rheinfels-Rotenburg.

## Geschichte
Das Königreich Preußen nahm 1802 das gesamte Eichsfeld für Preußen in Besitz, die ehemaligen kurmainzischen Beamten bleiben zunächst in preußischen Diensten. Zunächst entstand die „Königlich Preußische zur Interim-Verwaltung und Organisierung des Eichsfeldes und der Städte Mühlhausen und Nordhausen verordnete Kommission“ mit Sitz in Heiligenstadt. Danach wurden sie von der Regierung für die Provinzen Eichsfeld und Erfurt sowie die Städte Mühlhausen und Nordhausen abgelöst. Bis zum Juni 1804 hatte die Regierung ihren Sitz in Heiligenstadt, danach ließ sie sich in Erfurt nieder.
Eine wichtige Änderung war die Trennung zwischen von Verwaltung, Finanzen und Justiz. Die alten Landstände des Eichsfeldes verloren ihrem bisherigen Einfluss und hatten nur noch unwesentliche Rechte wie das Vorschlagsrecht für die Landräte.
Während die Gerichtsfunktionen der bisherigen Behörden am 1. Juni 1803 an die preußische Regierung Heiligenstadt übergingen, wurden die Verwaltungs- und Finanzangelegenheiten zunächst von den Organisationskommissionen in Heiligenstadt und Erfurt übernommen, die jetzt den Namen „Polizei- und Finanzkommission“ trugen.
Am 1. November 1803 wurden beide Kommissionen als Eichsfeld-Erfurtische Kriegs- und Domänenkammer in Heiligenstadt vereinigt. Die Kriegs- und Domänenkammer befasste sich mit Finanz- und Landespolizeiangelegenheiten sowie mit Kirchen- und Schulsachen. Auch das Akzise- und Zollwesen und die Steuer- und Domänensachen gingen an die Kammer über.
Die Angelegenheiten der katholischen Kirche blieben überwiegend beim geistlichen Kommissariat in Heiligenstadt, noch nicht geklärt war die Frage der Bistumszugehörigkeit. Für die evangelischen Kirchenangelegenheiten wurde der Kammer der neu ernannte Generalsuperintendent in Heiligenstadt zugeordnet. Auch die älteren Konsistorialbehörden in Erfurt, Blankenhain, Mühlhausen und Nordhausen wurden als Mediatbehörden beibehalten.

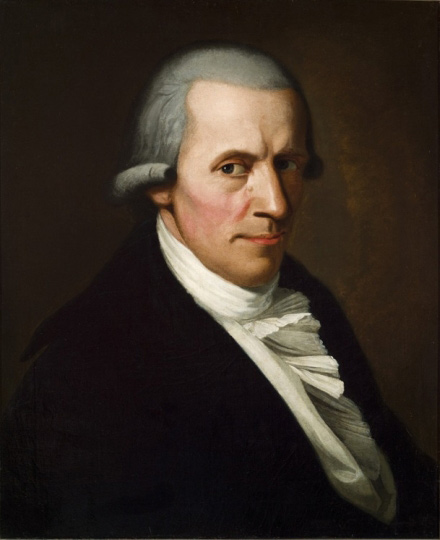
Christian Wilhelm von Dohm war Kammerpräsident

In einer Bekanntmachung der Kammer vom 18. Oktober 1806 wurden die Bewohner der Provinz auf den zu erwartenden Einmarsch der Kaiserlich-französischen Truppen informiert und eine friedliche und geordnete Übergabe der Macht erwartet.
Die Behörden der preußische Kriegs- und Domänenkammer in Heiligenstadt mit seinem Präsidenten Dohm blieben zunächst bis zum Beginn des Jahres 1808 bestehen, danach trat die westphälische Verwaltungsorganisation in Kraft. Mit dem Erlass des Königreichs Westfalen vom 7. Dezember 1807 wurden die Hohensteinschen Gebiete und das Eichsfeld der neuen Königreich Westphalen zugewiesen, sie waren dann Teil des Harzdepartements. Hingegen blieb das erfurtisch-blankenhainsche Gebiet als Provinz Erfurt kaiserliche Domäne.

## Behörden
Unter dem Vorsitz von Johann Bartholomäus Trommsdorff wurde am 1. März 1806 das „Eichsfeld-Erfurtische Provinzial-Collegium medicum et sanitatis“ gegründet und in Heiligenstadt eingerichtet.
Als Forstkondukteur wurde 1805 der in Lohra geborene Forstmeister Heinrich Ludwig Smalian für die königliche Kriegs- und Domänenkammer angestellt.
Leopold von Kaisenberg war ab 1803 Direktor der Königlich Preußischen Provinzial-Justizbehörde der Regierung und des Pupillen-Kollegiums für das Eichsfeld und Erfurt und ab 1805 Vizepräsident der Königlich Preußischen Regierung in Erfurt.

## Kammerpräsidenten
- 1803–1804:? Regierungsrat Leibnitz
- 1804–1807?: Christian Wilhelm von Dohm

## Kammerdirektoren
- 1803–1806: Samuel Gottfried Borsche